# Alteta
Alteta è una frazione di 250 abitanti (33 entro il confine dell'abitato e 250 nel suo territorio) del comune di Montegiorgio, in provincia di Fermo, nelle Marche.

## Storia
Il castello di Alteta risale al Medioevo, epoca in cui fu conteso fra Montegiorgio (cui venne assegnato all'inizio del XIII secolo) e Fermo (alla quale venne ceduto nel 1199).
Con altri castelli fermani subì la conquista da parte di Carlo Malatesta nell'attacco condotto da questi al marchese Lodovico Migliorati, signore di Fermo, per conto del papa regnante Gregorio XII (1413). Fu tuttavia riconquistato dai fermani dopo la sconfitta del Malatesta ad opera di Braccio da Montone (1416).
Alteta fu comune autonomo fino al 4 aprile 1869 e anche in seguito, essendo stato ricostituito il 30 luglio 1896. Il comune di Montegiorgio però interpose appello al Consiglio di Stato e l'8 aprile 1900, per decreto reale, si vide riannessa la frazione.

## Luoghi di interesse
- Borgo con fortificazioni del XIII-XIV secolo.
- Palazzo Tiracorda.
- Vicesindacato di Alteta
- Eremo di Padre Lucia
- Ruderi della Chiesa di San Rocco[2] nella quale è documentato un dipinto non ancora rintracciato con Sant'Antonio da Padova con il Bambino Gesù di Baldassarre Franceschini detto il Volterrano.[3]